# 40e législature du Québec
La 40e législature du Québec est un cycle parlementaire de l'Assemblée nationale du Québec qui s'ouvre le 30 octobre 2012 à la suite de l'élection générale du 4 septembre précédent. Cette élection donne lieu à la formation d'un gouvernement minoritaire péquiste dirigé par Pauline Marois. Elle est close par la dissolution de l'Assemblée le 5 mars 2014.
Une élection partielle se tient en décembre 2013 dans deux circonscriptions.
Plusieurs projets de lois importants sont adoptés durant la législature, notamment le nouveau Code de procédure civile, la loi prévoyant des élections à date fixe et la nouvelle loi sur les mines.

## Lois marquantes
Une seule session parlementaire se tient durant la législature.
- Loi sur l'intégrité en matière de contrats publics, L.Q. 2012, chap. 12 (projet de loi no 1)
- Loi modifiant la Loi électorale afin de réduire la limite des contributions par électeur, de diminuer le plafond des dépenses électorales et de rehausser le financement public des partis politiques du Québec, L.Q. 2012, chap. 26 (projet de loi no 2)
- Loi modifiant la Loi électorale afin de prévoir des élections à date fixe, L.Q. 2013, chap. 13 (projet de loi no 3)
- Loi permettant de relever provisoirement un élu municipal de ses fonctions, L.Q. 2013, chap. 3 (projet de loi no 10)
- Loi modifiant la Loi sur la police concernant les enquêtes indépendantes L.Q. 2013, (projet de loi no 12)

## Chronologie

### 2012
- 4 septembre : 40e élection générale (résultats).
- 5 septembre : Le chef du Parti libéral du Québec et premier ministre en exercice Jean Charest annonce qu'il démissionnera de la vie politique après l'assermentation du nouveau premier ministre élu[1], prévue pour le 17 septembre 2012.
- 17 septembre : Assermentation des 54 députés du Parti québécois.
- 18 septembre : Assermentation des 50 députés du Parti libéral et des 19 députés de la Coalition avenir Québec.
- 19 septembre : Constitution du 34e conseil exécutif et formation du 1er cabinet Marois.
- 30 octobre : Ouverture de la première session parlementaire en séance extraordinaire. Jacques Chagnon, député de Westmount–Saint-Louis est élu par acclamation président de l'Assemblée nationale.
- 31 octobre : Discours d'ouverture. La première ministre Pauline Marois annonce les priorités sur lesquelles l'action de son gouvernement se penchera, entre autres : enrayer les pratiques de collusion et de corruption dans le monde de la construction, assainir les mœurs politiques et rétablir la confiance du public vis-à-vis les institutions de l'État, revoir la politique fiscale et industrielle québécoise, régler la question de l'éducation supérieure.
- 1er novembre : Dépôt par le gouvernement du projet de loi no 1 sur l'intégrité en matière de contrat public. Ce projet de loi souhaite instituer un système de vérification afin que les contrats donnés par l'État à des entreprises privées satisfassent aux normes d'éthique.
- 20 novembre : Présentation du budget 2013-2014 par le ministre des Finances et de l'Économie, Nicolas Marceau.
- 29 novembre : Démission du ministre du Développement durable, de l'Environnement, de la Faune et des Parcs Daniel Breton.

### 2013
- 14 juin : adoption du projet de loi 25 portant sur le budget 2013-14 et ajournement de la session pour l'été.
- 9 août : Le député de Viau, Emmanuel Dubourg, annonce sa démission pour succéder a Denis Coderre, ex-député de Bourassa sous la bannière du Parti libéral du Canada.
- 26 août : Le député d'Outremont, Raymond Bachand, annonce qu'il se retire de la vie politique et démissionne de son poste de député.
- 9 décembre : Élections partielles dans Outremont et Viau. Philippe Couillard, chef du parti libéral et David Heurtel sont respectivement élus dans ces circonscriptions.

### 2014
- 20 février : Nicolas Marceau dépose le budget juste avant la relâche parlementaire.
- 5 mars : Sur demande de Pauline Marois, le lieutenant-gouverneur du Québec annonce la dissolution de l'Assemblée nationale et la tenue d'élections générales anticipées le 7 avril, mettant fin à la 40e législature.

## Conseil exécutif
Le conseil exécutif est formé le 19 septembre 2012. Il s'agit d'un gouvernement minoritaire du Parti québécois, dirigé par Pauline Marois. 

## Évolution des députés par parti
Pour toute la durée de la 40e législature, le Parti québécois est le parti politique comptant le plus de députés à l'Assemblée nationale. Il ne détient toutefois pas la majorité absolue.
À la fin de la législature, le tiers des députés sont des femmes.
|                              |                 |         |                  |                  |             |        |
| Période                      | Parti québécois | Libéral | Coalition avenir | Québec solidaire | Indépendant | Vacant |
| septembre 2012 à mai 2013    | 54              | 50      | 19               | 2                | -           | -      |
| mai 2013 à août 2013         | 54              | 50      | 18               | 2                | 1           | -      |
| août 2013 à décembre 2013    | 54              | 48      | 18               | 2                | 1           | 2      |
| décembre 2013 à janvier 2014 | 54              | 50      | 18               | 2                | 1           | -      |
| janvier 2014 à mars 2014     | 54              | 49      | 18               | 2                | 2           | -      |

## Sondages
| |
| - Parti libéral - Parti québécois - Coalition avenir - Québec solidaire - Option nationale - Parti vert |

## Liste des députés
- Les noms gras indiquent que la personne a été membre du conseil des ministres durant la législature.
- Les noms en italique indiquent les personnes qui ont été chefs d'un parti politique durant la législature (Françoise David, Jean-Marc Fournier (intérim), Amir Khadir, François Legault et Pauline Marois).

|  | Nom                            | Parti                                                | Circonscription             |
|  | ------------------------------ | ---------------------------------------------------- | --------------------------- |
|  | Élizabeth Larouche             | Parti québécois                                      | Abitibi-Est                 |
|  | François Gendron               | Parti québécois                                      | Abitibi-Ouest               |
|  | Christine St-Pierre            | Libéral                                              | Acadie                      |
|  | Lise Thériault                 | Libéral                                              | Anjou–Louis-Riel            |
|  | Roland Richer                  | Parti québécois                                      | Argenteuil                  |
|  | Sylvie Roy                     | Coalition avenir                                     | Arthabaska                  |
|  | André Spénard                  | Coalition avenir                                     | Beauce-Nord                 |
|  | Robert Dutil                   | Libéral                                              | Beauce-Sud                  |
|  | Guy Leclair                    | Parti québécois                                      | Beauharnois                 |
|  | Dominique Vien                 | Libéral                                              | Bellechasse                 |
|  | André Villeneuve               | Parti québécois                                      | Berthier                    |
|  | Claude Cousineau               | Parti québécois                                      | Bertrand                    |
|  | Daniel Ratthé                  | Coalition avenir (2012-2013) Indépendant (2013-2014) | Blainville                  |
|  | Sylvain Roy                    | Parti québécois                                      | Bonaventure                 |
|  | Pierre Duchesne                | Parti québécois                                      | Borduas                     |
|  | Rita de Santis                 | Libéral                                              | Bourassa-Sauvé              |
|  | Maka Kotto                     | Parti québécois                                      | Bourget                     |
|  | Pierre Paradis                 | Libéral                                              | Brome-Missisquoi            |
|  | Bertrand St-Arnaud             | Parti québécois                                      | Chambly                     |
|  | Noëlla Champagne               | Parti québécois                                      | Champlain                   |
|  | Marc Carrière                  | Libéral                                              | Chapleau                    |
|  | Denise Trudel                  | Coalition avenir                                     | Charlesbourg                |
|  | Pauline Marois                 | Parti québécois                                      | Charlevoix–Côte-de-Beaupré  |
|  | Pierre Moreau                  | Libéral                                              | Châteauguay                 |
|  | Gérard Deltell                 | Coalition avenir                                     | Chauveau                    |
|  | Stéphane Bédard                | Parti québécois                                      | Chicoutimi                  |
|  | Guy Ouellette                  | Libéral                                              | Chomedey                    |
|  | Marc Picard                    | Coalition avenir                                     | Chutes-de-la-Chaudière      |
|  | Norbert Morin                  | Libéral                                              | Côte-du-Sud                 |
|  | Diane De Courcy                | Parti québécois                                      | Crémazie                    |
|  | Lawrence S. Bergman            | Libéral                                              | D'Arcy-McGee                |
|  | Daniel Goyer                   | Parti québécois                                      | Deux-Montagnes              |
|  | Sébastien Schneeberger         | Coalition avenir                                     | Drummond–Bois-Francs        |
|  | Jean-Marie Claveau             | Parti québécois                                      | Dubuc                       |
|  | Lorraine Richard               | Parti québécois                                      | Duplessis                   |
|  | Gilles Ouimet                  | Libéral                                              | Fabre                       |
|  | Gaétan Lelièvre                | Parti québécois                                      | Gaspé                       |
|  | Stéphanie Vallée               | Libéral                                              | Gatineau                    |
|  | Françoise David                | Québec solidaire                                     | Gouin                       |
|  | François Bonnardel             | Coalition avenir                                     | Granby                      |
|  | Hélène Daneault                | Coalition avenir                                     | Groulx                      |
|  | Carole Poirier                 | Parti québécois                                      | Hochelaga-Maisonneuve       |
|  | Maryse Gaudreault              | Libéral                                              | Hull                        |
|  | Stéphane Billette              | Libéral                                              | Huntingdon                  |
|  | Marie Bouillé                  | Parti québécois                                      | Iberville                   |
|  | Jeannine Richard               | Parti québécois                                      | Îles-de-la-Madeleine        |
|  | Geoffrey Kelley                | Libéral                                              | Jacques-Cartier             |
|  | André Drolet                   | Libéral                                              | Jean-Lesage                 |
|  | Yves Bolduc                    | Libéral                                              | Jean-Talon                  |
|  | Filomena Rotiroti              | Libéral                                              | Jeanne-Mance—Viger          |
|  | Yves-François Blanchet         | Parti québécois                                      | Johnson                     |
|  | Véronique Hivon                | Parti québécois                                      | Joliette                    |
|  | Sylvain Gaudreault             | Parti québécois                                      | Jonquière                   |
|  | François Legault               | Coalition avenir                                     | L'Assomption                |
|  | Éric Caire                     | Coalition avenir                                     | La Peltrie                  |
|  | Fatima Houda-Pepin             | Libéral (2012-2014) Indépendant (2014)               | La Pinière                  |
|  | Stéphane Le Bouyonnec          | Coalition avenir                                     | La Prairie                  |
|  | Sylvain Pagé                   | Parti québécois                                      | Labelle                     |
|  | Alexandre Cloutier             | Parti québécois                                      | Lac-Saint-Jean              |
|  | Marc Tanguay                   | Libéral                                              | LaFontaine                  |
|  | Nicole Ménard                  | Libéral                                              | Laporte                     |
|  | Gerry Sklavounos               | Libéral                                              | Laurier-Dorion              |
|  | Léo Bureau-Blouin              | Parti québécois                                      | Laval-des-Rapides           |
|  | Julie Boulet                   | Libéral                                              | Laviolette                  |
|  | Christian Dubé                 | Coalition avenir                                     | Lévis                       |
|  | Laurent Lessard                | Libéral                                              | Lotbinière-Frontenac        |
|  | Sam Hamad                      | Libéral                                              | Louis-Hébert                |
|  | Robert Poeti                   | Libéral                                              | Marguerite-Bourgeoys        |
|  | Bernard Drainville             | Parti québécois                                      | Marie-Victorin              |
|  | François Ouimet                | Libéral                                              | Marquette                   |
|  | Jean-Paul Diamond              | Libéral                                              | Maskinongé                  |
|  | Diane Hamelin                  | Parti québécois                                      | Masson                      |
|  | Pascal Bérubé                  | Parti québécois                                      | Matane-Matapédia            |
|  | Ghislain Bolduc                | Libéral                                              | Mégantic                    |
|  | Amir Khadir                    | Québec solidaire                                     | Mercier                     |
|  | Francine Charbonneau           | Libéral                                              | Mille-Îles                  |
|  | Denise Beaudoin                | Parti québécois                                      | Mirabel                     |
|  | Pierre Arcand                  | Libéral                                              | Mont-Royal                  |
|  | Nathalie Roy                   | Coalition avenir                                     | Montarville                 |
|  | Michelyne C. St-Laurent        | Coalition avenir                                     | Montmorency                 |
|  | Yolande James                  | Libéral                                              | Nelligan                    |
|  | Donald Martel                  | Coalition avenir                                     | Nicolet-Bécancour           |
|  | Kathleen Weil                  | Libéral                                              | Notre-Dame-de-Grâce         |
|  | Pierre Reid                    | Libéral                                              | Orford                      |
|  | Raymond Bachand (2012-2013)    | Libéral                                              | Outremont                   |
|  | Philippe Couillard (2013-2014) | Libéral                                              | Outremont                   |
|  | Alexandre Iracà                | Libéral                                              | Papineau                    |
|  | Nicole Léger                   | Parti québécois                                      | Pointe-aux-Trembles         |
|  | Charlotte L'Écuyer             | Libéral                                              | Pontiac                     |
|  | Jacques Marcotte               | Coalition avenir                                     | Portneuf                    |
|  | Marjolain Dufour               | Parti québécois                                      | René-Lévesque               |
|  | Scott McKay                    | Parti québécois                                      | Repentigny                  |
|  | Élaine Zakaïb                  | Parti québécois                                      | Richelieu                   |
|  | Karine Vallières               | Libéral                                              | Richmond                    |
|  | Irvin Pelletier                | Parti québécois                                      | Rimouski                    |
|  | Jean D'Amour                   | Libéral                                              | Rivière-du-Loup–Témiscouata |
|  | Pierre Marsan                  | Libéral                                              | Robert-Baldwin              |
|  | Denis Trottier                 | Parti québécois                                      | Roberval                    |
|  | Jean-François Lisée            | Parti québécois                                      | Rosemont                    |
|  | Nicolas Marceau                | Parti québécois                                      | Rousseau                    |
|  | Gilles Chapadeau               | Parti québécois                                      | Rouyn-Noranda—Témiscamingue |
|  | Réjean Hébert                  | Parti québécois                                      | Saint-François              |
|  | Marguerite Blais               | Libéral                                              | Saint-Henri—Sainte-Anne     |
|  | Émilien Pelletier              | Parti québécois                                      | Saint-Hyacinthe             |
|  | Dave Turcotte                  | Parti québécois                                      | Saint-Jean                  |
|  | Jacques Duchesneau             | Coalition avenir                                     | Saint-Jérôme                |
|  | Jean-Marc Fournier             | Libéral                                              | Saint-Laurent               |
|  | Luc Trudel                     | Parti québécois                                      | Saint-Maurice               |
|  | Daniel Breton                  | Parti québécois                                      | Sainte-Marie—Saint-Jacques  |
|  | Suzanne Proulx                 | Parti québécois                                      | Sainte-Rose                 |
|  | Alain Therrien                 | Parti québécois                                      | Sanguinet                   |
|  | Serge Cardin                   | Parti québécois                                      | Sherbrooke                  |
|  | Lucie Charlebois               | Libéral                                              | Soulanges                   |
|  | Marie Malavoy                  | Parti québécois                                      | Taillon                     |
|  | Agnès Maltais                  | Parti québécois                                      | Taschereau                  |
|  | Mathieu Traversy               | Parti québécois                                      | Terrebonne                  |
|  | Danielle St-Amand              | Libéral                                              | Trois-Rivières              |
|  | Luc Ferland                    | Parti québécois                                      | Ungava                      |
|  | Martine Ouellet                | Parti québécois                                      | Vachon                      |
|  | Sylvain Lévesque               | Coalition avenir                                     | Vanier-Les Rivières         |
|  | Yvon Marcoux                   | Libéral                                              | Vaudreuil                   |
|  | Stéphane Bergeron              | Parti québécois                                      | Verchères                   |
|  | Henri-François Gautrin         | Libéral                                              | Verdun                      |
|  | Emmanuel Dubourg (2012-2013)   | Libéral                                              | Viau                        |
|  | David Heurtel (2013-2014)      | Libéral                                              | Viau                        |
|  | Jean Rousselle                 | Libéral                                              | Vimont                      |
|  | Jacques Chagnon                | Libéral                                              | Westmount—Saint-Louis       |